# Pterocomma pilosum
Pterocomma pilosum är en insektsart som beskrevs av Buckton 1879. Pterocomma pilosum ingår i släktet Pterocomma och familjen långrörsbladlöss. Arten är reproducerande i Sverige.

## Underarter
Arten delas in i följande underarter:
- P. p. pilosum
- P. p. konoi
- P. p. sarmaticum